# Tintaldra
Tintaldra ist ein Ort im australischen Bundesstaat Victoria.

## Geographie

### Lage
Der Ort befindet sich 440 Kilometer nördlich von Melbourne und 131 Kilometer östlich von Wodonga. Der Ort liegt am Rande der Snowy Mountains und ist ein Teil des Shire of Towong.

## Geschichte
Vor der Kolonialisation lebte der Aboriginesstamm der Wolgal bzw. die Walgalu südlich von Tintaldra. Die europäische Besiedlung begann 1837, als der Siedler Charles Huon auf der Suche nach Grasland mit Wasser in dieses Gebiet kam. Ab 1854 siedelten sich Goldsucher in dem Ort an. Ihre Goldsuche blieb erfolglos. Am 1. Januar 1867 wurde ein Postoffice eröffnet. Eine flache Furt über den Murray River führte zu einem langsamen Anwachsen des Ortes. 1892 wurde eine Brücke über den Murray River gebaut. Nach dem Ersten Weltkrieg stellte das Repatriation Department Soldaten Siedlungsland zur Verfügung. Bis 1927 gab es eine Bäckerei bei dem Lebensmittelgeschäft, das 1864 erstellt wurde.
Am 13. Januar 1939 wurde ein großer Teil der Gebäude von Tintaldra durch ein Buschfeuer vernichtet.

## Heute
Tintaldra lebt von der Landwirtschaft und Tourismus. Das Lebensmittelgeschäft von 1864, das aus einheimischen Holz erbaut wurde, besteht bis zum heutigen Tage. Der nahe liegende Burrowa-Pine-Mountain-Nationalpark bietet Möglichkeiten zum Wandern und Campieren.